# Collide (Howie Day)
Collide è un singolo del cantautore statunitense Howie Day, pubblicato nel 2004. Nella versione originale, il sottofondo musicale è suonato dalla London Session Orchestra. Esiste, inoltre, una versione acustica del brano, pubblicata in un'edizione speciale di Stop All the World Now.
Il brano è stato inserito nella colonna sonora delle serie televisive Bones , Cold Case e Scrubs - Medici ai primi ferri.

## Formazione
- James Clifford – chitarra, cori
- Howie Day – chitarra acustica, pianoforte, voce
- Les Hall – organo, sintetizzatore, chitarra, pianoforte, armonium, tambura, mellotron, vibrafono, piano elettrico Wurlitzer
- Mark Heaney – batteria
- Laurie Jenkins – percussioni, batteria
- Simon Jones – basso

## Classifiche
| Chart (2004-05)               | Peak position |
| ----------------------------- | ------------- |
| Billboard Hot 100             | 20            |
| Mainstream Top 40             | 14            |
| Adult Top 40                  | 7             |
| Hot Adult Contemporary Tracks | 14            |